# ألانا بيرد
ألانا بيرد (بالإنجليزية: Alana Beard) مواليد 14 مايو 1982 في شريفبورت، هي لاعبة كرة سلة أمريكية بدأت مسيرتها الاحترافية في سنة 2004 حيث تم اختيارها من قبل فريق واشنطن ميستيكس خلال الدرافت تلعب في دوري الاتحاد الوطني لكرة السلة النسائية. يبلغ طولها 6 قدم 1 بوصة (1.9 م). حققت المركز الثالث في كأس العالم لكرة السلة للسيدات 2006.

## الميداليات
| الميدالية | المسابقة                           |
| --------- | ---------------------------------- |
| برونزية   | كأس العالم لكرة السلة للسيدات 2006 |

## روابط خارجية
- ألانا بيرد على موقع الاتحاد الدولي لكرة السلة (الإنجليزية)
- ألانا بيرد على موقع الاتحاد الوطني لكرة السلة النسائية (الإنجليزية)
- ألانا بيرد على موقع كرة السلة الأوروبية.كوم (الإنجليزية)
- ألانا بيرد على موقع كلية كرة السلة في سبورتس رفرنس.كوم (الإنجليزية)
- ألانا بيرد على موقع بروبوليرز (الإنجليزية)
- ألانا بيرد على موقع قاعة مشاهير كرة السلة للسيدات (الإنجليزية)
- ألانا بيرد على موقع سبورتس رفرنس (الإنجليزية)